# 壹週刊 (香港)
《壹週刊》（英語：Next Magazine）是香港上市公司壹傳媒旗下的綜合性正體中文雜誌，由大股東黎智英所創辦。於1990年3月15日創刊，2018年3月15日發行最後一期紙本雜誌，其後轉型為網路媒體，於2021年6月23日終止營運。

## 概覽

### 創刊
創刊前《壹週刊》於1990年3月1日曾試刊一次，同月15日出版創刊號；創刊號封面人物是香港喜劇演員許冠文，標題是〈許冠文：「我想做總統」〉。《壹週刊》創辦初期口號「不扮高深，只求傳真」，出諸已故香港著名填詞人林振強之手。

### 揭破譚惠珠嚴重利益衝突
《壹週刊》在1990年3月15日於香港創刊時本來並不太受注意，但時任交諮會主席譚惠珠隱瞞利益衝突炒賣的士牌的事件，卻成為《壹週刊》及譚惠珠本人政治生涯的轉捩點。《壹週刊》創刊總編輯梁天偉在1990年的一個晚上乘坐的士到養和醫院探望婆婆，當的士駛經一家的士車行時，的士司機突然指著這家的士車行的招牌稱這家公司譚惠珠也有份，梁天偉偶然間察覺到時任交通諮詢委員會主席譚惠珠或其近親如有參與投資買賣的士牌，便會與其公職存在明顯的利益衝突。梁天偉經過一輪查冊後後，確認譚惠珠有參與的士牌的投資活動，而譚惠珠的父親更擁有「先達的士公司」多達五分之一的股份，但譚惠珠卻沒有申報利益及出任公職時沒有避嫌，1990年7月《壹週刊》第十七期在時人時事篇的「壹週頭條」報導譚惠珠嚴重利益衝突，譚身為交諮會主席卻炒賣的士牌。本來這則調查報導並未有立即引起香港社會大眾太大關注，然而其後無綫電視新聞部也以此事作為製作《新聞透視》其中一集的主題，並進行跟進報導，譚惠珠得知後卻向無綫電視主席邵逸夫投訴，企圖透過電視台管理層阻止以她涉及利益衝突為主題的一集《新聞透視》播出，譚惠珠欲蓋彌彰干預新聞自由的手法被香港傳媒廣泛報導，反而引起大眾輿論關注其不當行為，而創刊只有三個月的《壹週刊》亦因這則調查報導一炮而紅，至於自1970年代中期投入政壇起的政治立場就反中親英的譚惠珠，自隱瞞利益衝突炒賣的士牌的事件被揭發後，便不再獲得港英政府起用，惟一年多後卻被中國政府重用為港事顧問，並成為打壓香港民主訴求的代言人。

### 發行量
1991年憑着75,000份的發行量成為全港讀者人數最高的雜誌，讀者群達到315,000人。導致1992年東方報業集團跟風辦同類型雜誌《東周刊》及之後的《快周刊》試圖分一杯羹。至1995年《壹週刊》發行量更增加超過一倍達162,521份，讀者高達106萬人。根據2006年AC尼爾森的調查，《壹週刊》讀者人數是繼同系刊物《忽然1周》後全香港第二高銷量的週刊，讀者有544,000人。
2008年上半年銷量為每週平均128,445份。2018年宣佈印刷版停刊時每期銷量約2萬份。
《壹週刊》一書三冊，分別刊載時事、政治、經濟、社會內容和娛樂圈新聞、生活悠閒等資訊；另外2001年5月31日於台灣當地也有發行《壹週刊》。

## 風格及引發的爭議
《壹週刊》經常報道香港傳媒不敢報道的內容，例如報道香港權貴李嘉誠之妻早年懷疑自殺的消息。而涉及樓盤內容《壹週刊》不避諱會提及樓盤缺點，其他雜誌媒體罕有對新樓盤作出批評。《壹週刊》經常報道港府或個別官員施政或行為失當，亦有其他話題偶爾引起轟動。《壹週刊》政治立場推崇民主自由，亦長期支持香港泛民主派、民主運動、雙普選等。在經濟政策路線，《壹週刊》則主張自由主義，反對港府干預市場經濟。雖然被定位為八卦雜誌，《壹週刊》亦不乏專業人士寫稿；而《壹週刊》亦在2005上半年起取消色情版，稱為了保障兒童健康。
不過，《壹週刊》報道手法多次引起爭議：屢次被批評誇張失實、虛構新聞，曾多次被政府否認及指有關說法是捏造。私人指控《壹週刊》誹謗的官司時有出現。而《壹週刊》狗仔隊偷拍藝人私生活的手法被指侵犯藝人私隱，備受批評。
2015年6月12日，全港報販大聯盟本日起號召會員報販罷賣《壹週刊》，該聯盟主席廖社青說，他收到多名報販指出，759阿信屋將《壹週刊》的售價調低發售（零售價港幣20元，但出示會員卡時降為港幣14元），變相令報販流失客人、減少收入，故該聯盟號召各報販本日起罷賣《壹週刊》。

## 結業危機與合併
2015年7月16日，壹傳媒工會引述消息指《壹週刊》A書（時事版）宣佈自願離職計劃，在短期內削減一半人手，年資在5年以內者將額外獲賠1個月工資，年資在5年至10年以內者將獲賠額外2個月工資，年資10年以上者將獲賠額外3個月工資；整本雜誌將在9月中決定去向，9月中以前則一切運作如常。工會引述壹傳媒平面媒體暨行政總裁葉一堅指，壹傳媒印刷媒體前景非常不理想，所有刊物均面對經營困難，而管理層對是否結束有關雜誌平面業務有不同想法及意見，暫時未有定論；若最終需要裁員，將會按員工年資補償，補償方案亦會優於早前《蘋果日報》削減成本時的裁員補償計劃。有壹傳媒高層向員工發信，指長痛不如短痛，應立即停止出版工作，轉為經營網上業務。
2015年7月20日，壹傳媒管理層開會後決定，8月16日起《壹週刊》、《飲食男女》及《ME!》合併出版。
2017年7月17日，壹傳媒公告，接受由商人黃浩牽頭的財團「W Bros. Investments Limited」以5億港元作價收購；但5億港元當中，3.2億元是付予壹傳媒的，另1.8億元是注入雜誌業務的。交易將出售壹傳媒多本雜誌，包括香港《壹週刊》、台灣《壹週刊》、《Next+One》、《ME!》，以及已停刊的《壹本便利》、《FACE》及《忽然1周》；壹傳媒在雜誌市場上只保留《飲食男女》、《交易通/搵車快線》三個品牌，而餘下3份雜誌會繼續轉型數碼雜誌。同日，壹傳媒工會發表聲明，對有關併購交易「表示痛心」，形容「與《壹週刊》分離，如同痛失手足」，同時譴責集團管理層漠視員工及憂慮同事飯碗不保。工會向管理層及新買家提出訴求，包括確保《壹週刊》全體員工在自願的情況下順利過渡；承諾維護編採自主；及在台港兩地分別召開員工大會，交代外判計劃洽商進度和集團未來發展等。
2017年10月，壹週刊在黃浩接手經營後單方面取消尊子專欄。
壹傳媒與黃浩的交易數度延期，至2018年2月2日賣方宣佈由於仍未收到買方若干付款，該交易將被視作取消。壹傳媒即日起重新接管《壹週刊》，黃麗裳及麥景慶回歸並分別獲任命為正、副社長。
及後，黃浩透過Gossip Daily Limited，入稟控告Next Media Magazines Limited、Ideal Vegas Limited及Next Digital Limited，在出售香港及台灣《壹週刊》業務上，單方面作出毀約行為，要求賠償損失。另外，黃浩亦以個人名義，入稟控告Next Digital Limited、Apple Daily Limited及人物Cheung Kim Hung，指《蘋果日報》一則2017年12月28日的網上報道失實，要求賠償及停止再發布相關新聞報道。

## 結束紙本雜誌
2018年3月8日，《壹週刊》社長黃麗裳向《蘋果日報》證實，《壹週刊》於3月15日發行最後一期紙本雜誌，其後轉型為網上媒體壹週Plus，吸引了10萬人訂閱。紙本版雜誌停刊後，《蘋果日報》逢週一會連載部分《壹週刊》報道。

## 停運
2021年6月末，由於保安局引用《港區國安法》凍結《蘋果日報》等3間相關公司資產，引致公司欠缺資金營運。《壹週刊》社長黃麗裳透過《壹週刊》facebook專頁發表《致壹週刊讀者一封信》，指《壹週刊》自2018年賣盤不成後重新起步，並由紙媒轉型到網媒，感激10萬個讀者一直以來的支持，稱「老闆也嘖嘖稱奇」，但仍然無法扭虧為盈，並指出到6月時，編輯部不得不忍痛宣布《壹週刊》停運。

## 媒體報導獎項與表彰

### 2015人權新聞獎[25]
- 圖片特寫優異獎: “我們呼喊 Erwiana!" – 高仲明

### 2013人權新聞獎[26]
- 中文雜誌優異獎:“尋找爸爸的故事” – 姚智賢、高仲明

### 2012人權新聞獎[27]
- 雜誌 大獎: "我們都是李旺陽" –姚智賢、鄔詠恩
- 雜誌 大獎: "六四升溫,被遺漏的六四鬥士" — 盧曼思、姚智賢、李育明、李宇家、鄔詠恩、陳健佳、高仲明、鄭樹清
- 雜誌 優異獎: "師奶刀手圍剿法輪功 – 林子斌、葉天佑
- 雜誌 優異獎: "流亡揸弗人、出西藏記" — 姚智賢、高仲明
- 雜誌 優異獎: "川震沉冤 出獄再查豆腐渣" – 鄔詠恩

### 2011人權新聞獎[28]
- 雜誌 大獎: "緬甸專訪　昂山素姬細訴遺憾" – 姚智賢、簡淑明、林亦非

### 2010人權新聞獎[29]
- 雜誌 優異獎: "2010 風雲人物劉曉波 全球封殺" — 蔡傳威, 姚智賢
- 突發新聞 優異獎: "青海地震" —林亦非

## 外部連結
- 《壹週刊》(香港)（页面存档备份，存于）
- 《壹週刊》(香港)的Facebook專頁
- YouTube上的《壹週刊》(香港)頻道
- 《壹週刊》(香港)（页面存档备份，存于） google+
- 《壹週刊》(香港)Google play Android App 壹週plus（页面存档备份，存于）
- 《壹週刊》(香港)apple iTune App Store 壹週plus（页面存档备份，存于）